# Districtodesmus lobulatus
Districtodesmus lobulatus är en mångfotingart som beskrevs av Christoph D. Schubart 1945. Districtodesmus lobulatus ingår i släktet Districtodesmus och familjen fingerdubbelfotingar. Inga underarter finns listade i Catalogue of Life.